# Aya Chebbi
Aya Chebbi, née en 1988 à Dahmani, est une militante et diplomate tunisienne.

## Biographie
Fille d'un colonel, elle naît à la fin des années 1980. Elle effectue des études supérieures en relations internationales à  l'Institut des sciences humaines de Tunis,.
Dans les années 2010, elle s'exprime par différents blogs sur Internet. À la suite de la révolution tunisienne, elle crée un blogue baptisé ProudlyTunisian (« fièrement Tunisienne »). Elle devient par ailleurs la cofondatrice, avec deux autres blogueuses, la Camerounaise Konda Delphine et la Kényanne Rose Wachuka, de l'Initiative Voix des Femmes (Voice of Women Initiative) ou IVF. Dirigée par des jeunes femmes, l'IVF veut constituer un espace d'expression sécurisé pour les jeunes femmes africaines. Elle est également présidente fondatrice, en 2012, du mouvement de jeunesse Afrika Youth Mouvement.
Après avoir travaillé dans les camps de réfugiés pendant la première guerre civile libyenne, elle est observatrice des élections égyptiennes de 2012 pour la Fondation Carter. En 2014, les autorités égyptiennes décident de la refouler et lui interdisent alors d'entrer en Égypte.
Elle est par contre invitée à parler des mouvements sociaux à travers le monde — Brésil, Afrique du Sud, Allemagne ou encore Turquie — et anime notamment des conférences à la commission des Nations unies sur le statut de la femme à New York, au début de l'année 2015, ou encore au TEDx,.
En novembre 2018, elle est nommée émissaire de la jeunesse tunisienne au 32e sommet de  l'Union africaine, à Addis-Abeba,.

## Prix et reconnaissances
En 2015, elle remporte le prix de l'excellence en leadership remis par l'African Viewpoint Journal.
En 2016, le magazine Arabian Business la sélectionne parmi les jeunes Arabes de moins de 40 ans les plus influents.
En 2018, elle reçoit le prix Pan-African Humanitarian dans la catégorie Youth and Gender Advocacy.
Le 24 septembre 2019, lors de la quatrième cérémonie annuelle des Goalkeepers Global Goals Awards, elle reçoit le Campaigner Award de la Fondation Bill-et-Melinda-Gates.

## Documentaires
En 2013, elle produit le documentaire La transformation consciente du Kenya en partenariat avec le Centre Nord-Sud du Conseil de l'Europe et avec les Kenyans Rose Wachuka et Joshua Orgure. Ce documentaire est axé sur le rôle des jeunes et des femmes dans les élections au Kenya (en).